# Jezioro Biskupickie (Pojezierze Łagowskie)
Jezioro Biskupickie (niem. Bischof See) – jezioro na Pojezierzu Łagowskim, w powiecie słubickim, w gminie Słubice.

## Charakterystyka
Jezioro położone wśród użytków rolnych, przylega bezpośrednio do miejscowości Stare Biskupice. Jezioro posiada charakterystyczną wąską misę. Południowa część jeziora jest przedzielona groblą od części północnej, wraz z postępującą eutrofizacją zbiornika, podział jeziora na dwa zbiorniki jest coraz wyraźniejszy.